# Milites Templi
Milites Templi (lateinisch für „Soldaten des Tempels“) ist eine Päpstliche Bulle vom 9. Januar 1144, mit der Papst Coelestin II. die Regeln des Templerordens bestätigt.
Der Papst weist den Klerus an, den Templerorden zu unterstützen und stellt den Ritterorden gleichfalls unter ihren Schutz. Weiterhin bekräftigt er die Anerkennung des Ordens, wie sie auch schon 1139 von Papst Innozenz II. mit seiner päpstlichen Bulle Omne datum optimum vorgenommen worden war.
Mit dieser Bulle erlaubte Coelestin II. zusätzliche Privilegien, so erlaubte er den adligen Ordensbrüdern, einmal jährlich in Regionen Heilige Messen abzuhalten, die eigentlich unter Interdikt standen.